# Alexander (Dakota Północna)
Alexander – miasto w Stanach Zjednoczonych, w stanie Dakota Północna, w hrabstwie McKenzie.